# 相良頼俊
相良 頼俊（さがら よりとし）は、鎌倉時代中・後期の武将。相良氏の第3代当主。相良長頼の四男。通称は六郎。

## 略歴
生年不詳。当初は大村（現人吉市内）の佐牟田に住み「佐牟田六郎」とも称した。寛元4年（1246年）3月5日、父長頼から人吉荘の南方である経徳名外を譲り受け、さらに建長3年（1251年）3月22日には軍功の賞として成恒荘（豊前国上毛郡および下毛郡山口村周辺、現中津市）を授けられた。
建長6年（1254年）、兄頼親の譲を受けて当主となった。正嘉元年（1257年）9月14日、成恒荘の、その二十日後には刁岡（とらおか）名の地頭職を安堵された。また同じ頃、剃髪して「六郎法師沙弥迎蓮」を称した。
文永11年（1274年）、文永の役の後、九州の武士団にはそれぞれ異国警固番役が割り振られ、相良家からも人が出て数年に渡って博多湾で任務に就いていた。
弘安4年（1281年）に蒙古が再来して弘安の役が始まると、すでにかなりの高齢であったが、頼俊は自ら兵を率いて、弟相良頼員（相良西信）と共に参陣した。博多では菊池武房に従って蒙古軍と戦い、嵐で難破して五龍山に避難した敵兵を一網打尽に捕虜として、博多浦で斬るという武功を挙げた。これによって頼俊と頼員の両名は、北条宣時と北条貞時の連署による関東御教書を賜って激賞された。また菊池武房からも恩賞として葦北郡が与えられた。葦北はすでに相良家の勢力圏だったが、これで晴れて所領と認められたことで、水俣に城が築かれた。
弘安10年（1287年）、家督を子の相良長氏に譲って隠居。没年は不詳ながら一説には延慶4年（1311年）、1309年や1310年とも言う。